# 過嶺 (桃園市)
過嶺，是臺灣桃園市中壢區的一個傳統地域名稱，位於該區西南部。相較於今日行政區，其範圍大致與過嶺里相近。
過嶺地名由來為早年之雙連陂屬宋屋區，過嶺屬大崙區，宋屋區和大崙區以此山為分界，因先民來往時須越過此分界用的山嶺，故稱「過界嶺」，後簡稱為過嶺。
依桃園市里鄰編組及區域調整自治條例第3條規定，都會區達3,500戶之里，得予劃分數里。2023年2月底過嶺里達4,410戶，將由中壢區公所評估並擬定里劃分調整計畫後，於2024下半年函報市政府審核，再送桃園市議會審議通過後，於下屆里長選舉前1年(2025年)12月25日前公告，並於下屆里長選舉當年(2026年)上半年實施。

## 歷史
台灣清治末期至日治初期，過嶺地區為一街庄，稱為「過嶺庄」，隸屬於竹北二堡。該庄西北與苦練腳庄、上大堀庄、崙坪庄為鄰，東北與大崙庄為鄰，東南與雙連陂庄為鄰，南邊為高山頂庄，西南邊為犁頭洲庄。
1901年（日治明治三十四年）11月，全台廢縣廳改設二十廳，該庄隸屬於桃仔園廳大崙區。1903年（明治三十六年），改名桃園廳。1909年（明治四十二年）10月，合併二十廳為十二廳，該庄隸屬不變。1920年（大正九年），廢十二廳改設五州二廳，該庄改制並改名為「過嶺」大字，隸屬於新竹州中壢郡中壢街。

1915年桃園廳行政區劃（不含蕃地）

戰後中壢街改制為中壢鎮，隸屬於新竹縣，大字亦改制為里。1950年桃、竹、苗分治，中壢鎮改隸屬於桃園縣。1967年，中壢鎮因人口達10萬而改制為中壢市。2014年12月，桃園縣升格為直轄桃園市，中壢市改制為中壢區。

## 交通
省道台31線又稱「高鐵橋下桃園段道路」，是蘆竹至湖口與高鐵併行的平面幹道，向東北可前往中壢、大園、蘆竹的高鐵沿線各地，向西南可前往新屋、楊梅、湖口的高鐵沿線各地。
市道114號是從新屋區永安漁港至板橋區光復橋的道路，大致以西北—東南走向轉橫向經過本地區西南部及南部邊界，向西可前往新屋、永安漁港等地，向東可前往中壢市區、八德、鶯歌、板橋等地。

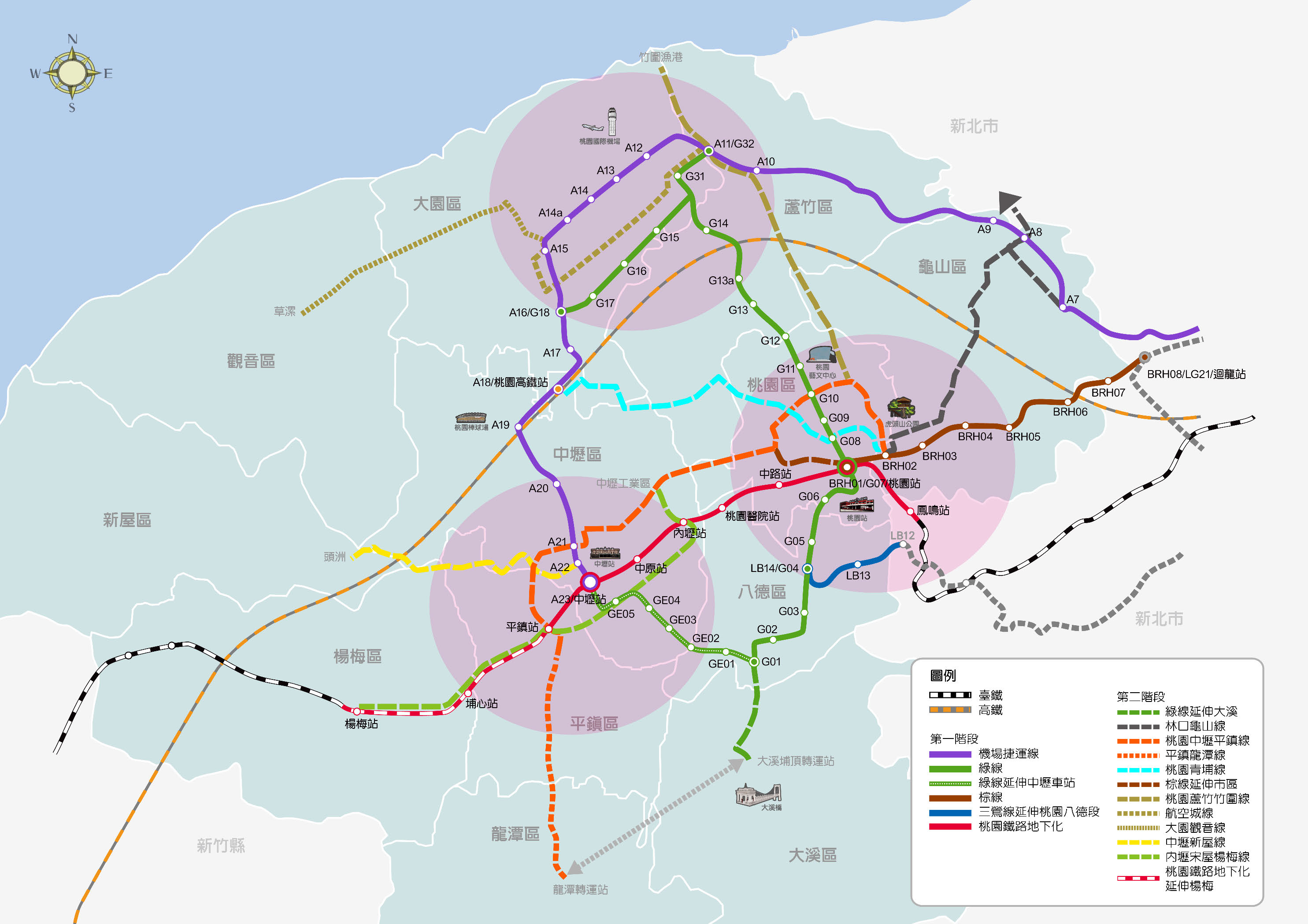
桃園捷運路網2.0

桃園捷運中壢新屋線以輕軌系統規劃從桃園機場捷運A22老街溪站經過嶺至頭洲。

## 學校
- 中平國小 （页面存档备份，存于）
- 過嶺國中

## 休閒
- 過嶺森林公園[6]